# Виктория (вокзал)
Виктория (англ. London Victoria Station) — железнодорожный вокзал в Лондоне. Второй по загруженности железнодорожный вокзал в Великобритании (после Ватерлоо). Назван по имени близлежащей улицы Виктория-стрит, которая в свою очередь названа в честь королевы Виктории. Вокзал расположен в западной части Вестминстера (район Белгравия). 

## История
Вокзал открылся в 1862 году. Современное здание было закончено к 1910 году, а в 1980-е годы была осуществлена его полная внутренняя перепланировка. Строительство вокзала с мостом Виктория (сейчас известен как мост Гровенор) позволило связать южные районы страны с Вестминстером — политическим центром Лондона.
Ежегодно через вокзал на вход и выход проходит порядка 70 млн пассажиров, ещё 5 млн пользуются станцией для пересадки.

## Железнодорожная станция
На платформах вокзала останавливаются электропоезда нескольких линий. Отходят поезда в юго-восточном, южном и юго-западном направлениях: на Рамсгит, Дувр, Брайтон, Портсмут, Саутгемптон, а также экспресс до аэропорта Гатвик.

## Станции метро
Название «Виктория» носят также две станции Лондонского метро, расположенные на разных уровнях (поверхностная и глубокого заложения), построенные с разницей в более чем столетие друг от друга, объединённые с вокзалом в один транспортный пересадочный узел: на более старой (на северной стороне вокзала) останавливаются поезда линий «Дистрикт» и Кольцевой. На более новой, глубокого заложения, расположенной ближе к вокзалу, останавливаются поезда линии Виктория. Обе станции относятся к первой тарифной зоне. Ежегодный пассажиропоток на вход и выход — до 80 млн человек. У каждой станции метро есть свой кассовый зал и они соединены друг с другом пешеходным переходом под зданием вокзала.

## Автобусная станция
Рядом с вокзалом расположен автовокзал Виктория (Victoria Coach Station) — крупнейший в Лондоне. Открыт в 1932. Отсюда отправляются автобусы в различные города Великобритании (система «Нэшнл Экспресс», имеет маршруты вплоть до Пензанса на юго-западной оконечности Англии и Инвернесса на севере Шотландии) и Западной Европы (система «Eurolines»). Также на этом автобусном вокзале базируются такие крупные автобусные первозчики как Megabus и National Express.
Загруженность автовокзала — 190 тыс. отправлений автобусов в год.

## Городской наземный транспорт
При вокзале Виктория работает также крупнейший в Лондоне пересадочный центр для городских автобусов. Он обслуживается автобусами 19 маршрутов, интенсивность движения в час пик достигает 200 автобусов в час.